# Jonas Alströmer (1807–1891)
För andra med samma namn, se Jonas Alströmer (olika betydelser).
Jonas Jonasson Alströmer, född 25 oktober 1807 i Lilla Edet, Fuxerna socken, Västergötland, död 13 december 1891 i Uppsala, var en svensk friherre,  föreningsmänniska och donator.

## Biografi
Jonas Alströmer föddes på Hanströms herrgård i Lilla Edet mellan Trollhättan och Göteborg. Han var "Kunglig sekreterare" och bodde dels i sin våning i Stockholm och dels på sitt gods i Västergötland. Han var varmt religiös och tillgiven den lutherska kyrkan. Han var förste ordförande i Evangeliska Fosterlandsstiftelsen (EFS), som grundades 1856 under namnet "Fosterländska Stiftelsen för Evangelii främjande", och från 1860 dess provinsombud. Han var ordförande i Fjellstedtska skolans styrelse 1865-1872 och dess skattmästare 1862-1886.
Tillsammans med sin yngre bror Oscar Alströmer (1811-1888) skänkte han 1848 en samling om 80 föremål till Vetenskapsakademien. Samlingen, som hade tillhört den engelske naturalisten och botanikern Joseph Banks (1743-1820) och delvis härstammade från den brittiske kommendörkaptenen James Cooks (1728-1779) första expedition till Söderhavet 1768-1771, hade funnits i familjen Alströmers ägo sedan 1777, då Johan Alströmer (1742-1786) gjorde ett besök i London och fick den av Banks. Vetenskapsakademien skänkte i sin tur samlingen till Naturhistoriska riksmuseets etnografiska avdelning, sedermera Etnografiska museet, då denna grundades 1900.

## Familj
Jonas Alströmer var son till Jonas Alströmer (1769-1845) och Anna Margareta Silfverschiöld (1785-1838). Han hade två bröder - Jonas Patrik Alströmer (1803-1859) och Carl Jonas Oscar Alströmer (1811-1888). Han gifte sig den 26 juli 1835 i Prästkulla, Finland, med Margareta Lovisa Taube (1814-1847) och de fick barnen Anna-Greta Schulthess (1838-1917) och Jonas Alströmer (1840-1917).